# Musée Grétry

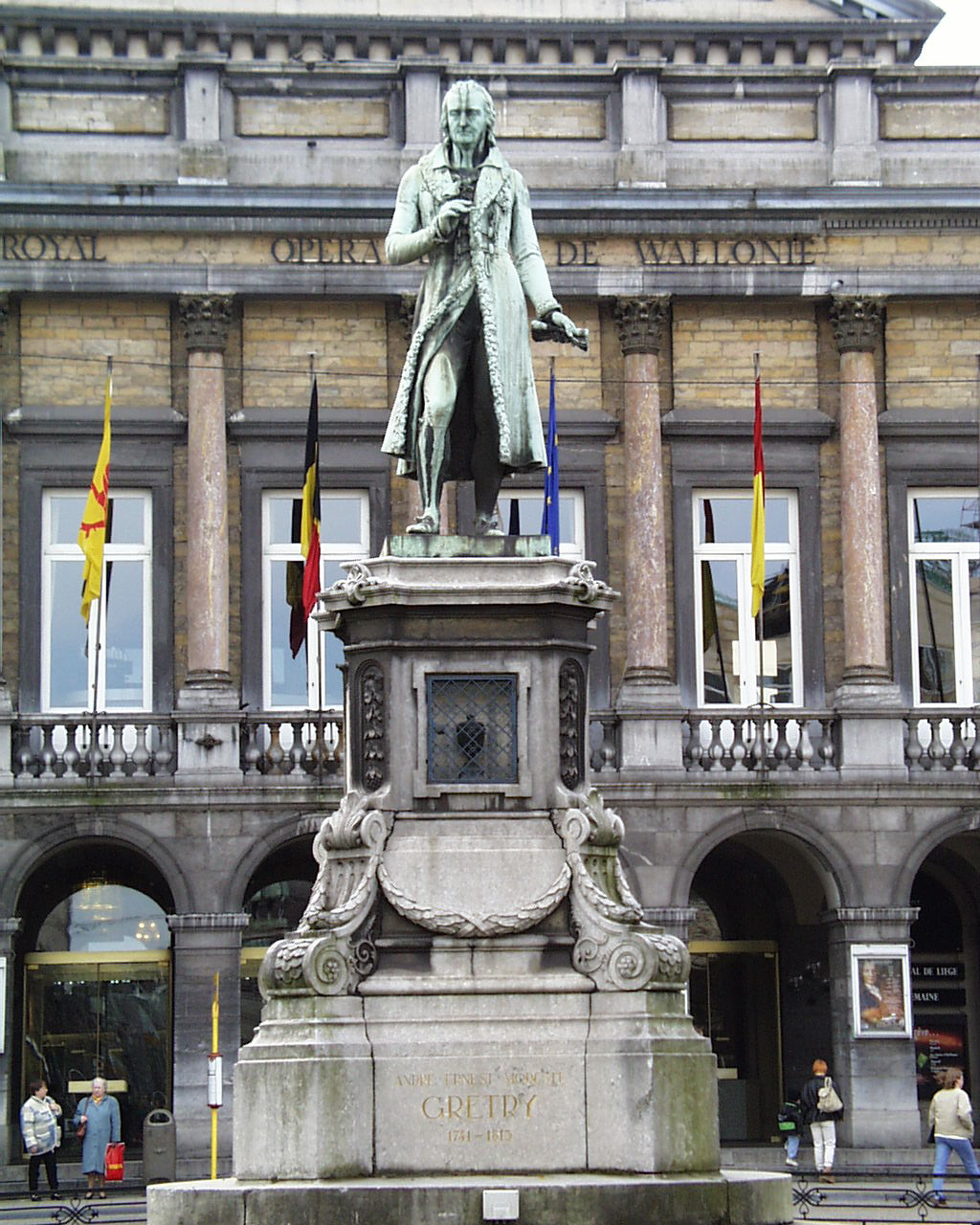
La statue d'André Grétry, avec l'urne contenant les reliques de son cœur, devant l'Opéra royal de Wallonie

Le musée Grétry est un musée de Liège consacré au compositeur André Ernest Modeste Grétry.

## Situation
Ce musée, situé au no 34 de la rue des Récollets (en Outremeuse), est inauguré solennellement en présence du roi Albert Ier et de la reine Élisabeth le 13 juillet 1913, après une restauration supervisée par l’architecte Camille Bourgault. Il est constitué d’un petit immeuble de style liégeois Louis XV agrémenté d'une annexe de même style. Cette demeure est la maison natale du compositeur André Ernest Modeste Grétry dont la statue trône en face de l'Opéra royal de Wallonie. L'immeuble fut la propriété d'une famille liégeoise, les Dubois-Desoer, jusqu'en 1859. À cette date, la famille décida d'en faire don à la ville de Liège.
La maison est alors restaurée afin de la restituer telle qu'elle existait en 1824 et effacer ainsi les transformations dues aux locataires successifs. L'immeuble abrite la collection Grétry rassemblée par Jean-Théodore Radoux, directeur du conservatoire royal de Liège.

## Collections
Les multiples événements qui constituent la vie de Grétry sont évoqués à travers les collections du musée. Celles-ci sont réparties dans les différentes pièces de la maison qui ont gardé, chacune, leur vocation originelle. Partout, une iconographie présente Grétry à tous les âges et sous tous les aspects (cent vingt-cinq effigies dont quelques-unes rarissimes se répartissant en peintures, dessins, bustes, statuettes, médaillons, miniatures…). Plusieurs instruments de musique d'époque sont également présentés (piano-forte, piano « muet » de travail, violons, serpent, pochette « liégeoise »…). Le deuxième étage renferme une riche bibliothèque : partitions et livres de Grétry, musicien et penseur. Dans les vitrines alentour, des lettres autographes voisinent avec des ouvrages critiques ou biographiques relatifs à Grétry. Des expositions, concerts et conférences y sont régulièrement organisés.

## Rénovation
De 2011 au 9 mars 2013, le musée est fermé au public en vue de profondes rénovations  (toit, annexe, plancher, châssis, électricité et rénovation des collections dont le piano de Gretry) ,.